# Xenitenus
Xenitenus is een geslacht van kevers uit de familie van de loopkevers (Carabidae). De wetenschappelijke naam van het geslacht is voor het eerst geldig gepubliceerd in 1896 door Peringuey.

## Soorten
Het geslacht Xenitenus omvat de volgende soorten:
- Xenitenus andringitranus Mateu, 1975
- Xenitenus bambuseti Basilewsky, 1958
- Xenitenus brincki Basilewsky, 1958
- Xenitenus debilis Peringuey, 1896
- Xenitenus dilucidus Peringuey, 1896
- Xenitenus inornatus Peringuey, 1896
- Xenitenus katanganus Basilewsky, 1958
- Xenitenus lateripictus (Motschulsky, 1864)
- Xenitenus limbatus Peringuey, 1896
- Xenitenus longevittatus Basilewsky, 1958
- Xenitenus lucidus Basilewsky, 1988
- Xenitenus maurus (Motschulsky, 1864)
- Xenitenus natalicus Peringuey, 1904
- Xenitenus occipitalis (Jeannel, 1949)
- Xenitenus ornatellus Peringuey, 1896
- Xenitenus tesselatus Peringuey, 1896